# 乌尔比诺的维纳斯
《乌尔比诺的维纳斯》（意大利语：Venere di Urbino）是意大利文艺复兴后期画家提香创作于1538年的一副油画。该画受乔尔乔内《沉睡的维纳斯》的影响，描繪了希腊神话爱神维纳斯赤裸躺臥的情景。现藏于意大利佛罗伦萨的乌菲兹美术馆。

## 簡介
畫中的主角可能是其他人，不是維納斯。即叫做「地上的維納斯」。床單的白和皺，與身體的暖和滑造成強烈對比。小狗平衡人、紅色的床平衡綠色的牆。而画中的小狗有说法是“忠貞”的象征，而躺卧在床上的美人，正与背后忙碌的女仆形成了对比

## 近似作品
- 乔尔乔内的《沉睡的维纳斯》
- 马奈的《奥林匹亚》
- 哥雅的《裸体的玛哈》